# محمد حمادة
محمد قاسم حمادة (1832 - ق. 1915) عالم دين درزي لبناني. من بعقلين بقضاء الشوف. درس العلوم العربية والفقه والدين والتوحيد ثم تولى مشيخة عقل طائفة الموحدين الدروز مع أنه كان في العقد الرابع من عمره من 1869 حتى استقاله في 14 يناير 1915 وخلفه ابنه حسين.

## سيرته
ولد محمد بن قاسم بن حسين بن شبلي حمادة في بعقلين سنة 1832 ينتمي إلی الأسرة آل حمادة عربية قديمة في لبنان، كان لها دور فاعل فيه وأخرجت عدداً كبيراً من رجال الدين والعلم والسياسة. درس محمد بن قاسم العلوم العربية والفقه والدين والتوحيد ومع أنه كان في العقد الرابع من عمره أسندت إليه مشيخة العقل سنة 1869 فخدم فيها مدة أربعين سنة بحكمة ورصانة ونزاهة وترفع، «كان فصيحاً لساناً، وتقياً ورعاً ومحباً للناس» وقد منح الوسام المجيدي السامي.

عندما وقعت الفتنة بين عائلتي أبو شقرا وعبد الصمد أسهم في السعي للتوفيق بينهما، وقد وقّع مع الشهود صك المصالحة في 12 شعبان 1271/ 1855م.

اعتلت صحته فاستقال من مشيخة العقل سنة 1915 وخلفه ابنه حسين.

## حياته الشخصية
أولاده هم حسين (18 يناير 1862 - ح 16 أغسطس 1946) عالم دين، أمين، صالح و نور (1888 - 1969) ناشطة نسوية وصحفية.